# Yves Barsalou
Yves Barsalou est un vigneron, entrepreneur et banquier français, dirigeant du Crédit agricole, né en 1932 et mort en 2019. C’est l’un des acteurs majeurs de la transformation du Crédit agricole en banque universelle à la fin XXe siècle,,.

## Jeunesse et formation
Yves Barsalou est né le 18 septembre 1932 à Bizanet (Aude), dans une famille de vignerons des Corbières. Il quitte le lycée peu avant le bac pour travailler à l’exploitation familiale.
Il se forme à la Jeunesse agricole catholique (JAC), au Centre départemental des jeunes agriculteurs et à l’IFOCAP, Institut de formation des cadres paysans.
Sportif, il pratique le rugby à XIII à Lézignan (avec lequel il est champion de France en 1953) puis le rugby à XV au Racing club narbonnais.

## Le vigneron
Soucieux de faire sortir la viticulture locale de la mainmise des négociants et d'en développer la qualité, qui n’est pas la caractéristique des vins du Languedoc à l’époque, Yves Barsalou fait partie des 7 vignerons qui créent en 1967 la coopérative du Val d’Orbieu, sous forme de société d’intérêt collectif agricole (SICA), à l’exemple des Vignerons catalans créés 3 ans plus tôt. Dans le prolongement de cette démarche de qualité, Barsalou participe à la création en 1994 du Conseil interprofessionnel des vins du Languedoc (CIVL) pour représenter les vins d'appellation d'origine contrôlée (AOC) du Languedoc.
Sous l’animation de Barsalou, le Val d’Orbieu connait une croissance continue et devient un des acteurs principaux du secteur après l’acquisition des vins de Listel en 1995 puis du négociant bordelais Cordier en 1998. Cette croissance ne fait pas l'unanimité : elle entraine un endettement qui nécessite une pause puis la vente d’actifs. Val d’Orbieu vend ainsi Listel en 2005 et devient Vinadeis en 2015.
C'est Paul-François Vranken qui a pris des parts dans Listel et y devient majoritaire en 2007, après la cession des parts du Crédit agricole. Yves Barsalou préside Listel et est l'un des artisans du rapprochement de Vranken avec le Groupe Castel, en 2013.

## Le banquier
Parallèlement à ses affaires viticoles, Yves Barsalou participe, comme beaucoup de cadres paysans, à la gestion du Crédit agricole. Il gravit peu à peu tous les échelons de responsabilité de la banque verte, d'abord au niveau local, puis sur le plan national,.
Il est administrateur de la caisse locale de crédit agricole de Bizanet en 1967, puis de la Caisse régionale de crédit agricole du Midi dont il devient président en 1974.
Sur le plan national, en 1975, il intègre les instances de la Fédération nationale du Crédit agricole, l'instance de représentation des caisses régionales et de lobbying du Crédit agricole. Il en est le président de 1982 à 1992, et le vice-président de 1992 à 2000. Il cumule par moments cette fonction avec celle de président de la Caisse nationale de Crédit agricole (de 1979 à 1982 et de 1988 à 2000), établissement public puis société anonyme qui porte certaines fonctions centrales, sert de caisse de compensation entre les caisses régionales, d'organisme de contrôle de ces caisses, de holding pour certaines filiales.
A la tête des instances de gouvernance du Crédit agricole, il forme, avec Lucien Douroux, un tandem qui va profondément transformer le Crédit agricole,,.
Il poursuit l'extension progressive de compétences du Crédit agricole d'une banque rurale vers la banque universelle de plus en plus implantée dans les villes, favorise le développement de nouveaux métiers comme l'assurance. Il travaille à la mutation institutionnelle du Crédit agricole : à la faveur des lois de privatisation du gouvernement Balladur, le Crédit agricole obtient la "mutualisation" de la Caisse nationale de Crédit agricole qui, d'établissement public, devient une société anonyme contrôlée par les caisses régionales en 1988,,.A la fin de la période Barsalou, en 1998, commencent les premières réflexions sur la cotation en bourse de la Caisse nationale de Crédit agricole, destinée notamment à financer des acquisitions d'autres établissements par échange d'actions de l'entreprise plutôt que par apport d'argent frais.
Sous l'impulsion de Douroux et Barsalou, la banque connait une forte croissance externe par l'acquisition d'institutions financières : en 1996, c'est l'acquisition auprès de Suez Lyonnaise des eaux de la Banque Indosuez, spécialisée dans les marchés financiers, les grandes entreprises, la gestion de fortune et l'international alors que cette banque était convoitée par la BNP,,.En 1999, le Crédit agricole acquiert Sofinco, un des pionniers français du crédit à la consommation, vendu, comme Indosuez, par Suez,.La même année, le Crédit agricole prend une participation dans le capital du Crédit lyonnais à l'occasion de la privatisation de la banque et Yves Barsalou en devient administrateur. Cette prise de participation se transformera en prise de contrôle en 2002.

## Activités culturelles
Yves Barsalou a été élu membre de l'Académie d'agriculture de France, section 10 (Economie et politique)  le 20 novembre 1989.
A l'issue de sa présidence de la Caisse nationale de Crédit agricole, en 2000, Yves Barsalou est devenu  président de la  Fondation du Crédit agricole-Pays de France qui œuvre pour la préservation et la valorisation du patrimoine culturel en France.
Yves Barsalou décède le 20 septembre 2019 et est enterré à Bizanet (Aude).

## Distinctions honorifiques
- Commandeur de la légion d'Honneur
- Commandeur de l'ordre du Mérite agricole